# Armand Weiser
Armand Weiser (25. September 1887 in Zürich – 18. September 1933 in Mödling) war Architekt und Fachschriftsteller.

## Leben und Werk
Armand Weiser entstammte einer gut situierten Kaufmannsfamilie mit kosmopolitischem Hintergrund. Sein Vater Max Weiser war Fabrikdirektor in Istanbul. Er wurde zwar in der Schweiz geboren, kam aber schon früh nach Wien, wo er seine Schulzeit absolvierte und anschließend ab 1908 an der Technischen Hochschule Architektur studierte. Er absolvierte ein längeres Praktikum beim ungarischen Architekten Oskar Kaufmann in dessen Berliner Atelier. Kaufmann war auf den Bau von Theatergebäuden spezialisiert.
1916 kehrte Armand Weiser nach Wien zurück und schloss sein Studium mit der Doktorarbeit „Der Maßstab der Architektur“ ab. Danach war er als freier Architekt tätig und gehörte ab 1917 dem Österreichischen Ingenieur- und Architekten-Verein, der Wiener Bauhütte und der Zentralvereinigung der Architekten Österreichs als Mitglied an.
Aufgrund des Ersten Weltkrieges ging er vorübergehend in die Schweiz und konnte dort eine großzügige Spende der Schweizer Architektenschaft für die quasi beschäftigungslosen, Not leidenden Architekten in Österreich erwirken. Damit konnten Ideenwettbewerbe finanziert werden.
Mitte der 1920er Jahre kehrte Weiser erneut nach Wien zurück, von wo aus er auch einige Aufträge in Znaim in der Tschechoslowakei übernahm. 1925 beteiligte er sich gemeinsam mit Karl Lehrmann am Wettbewerb für den Bahnhof Genf-Cornavin, allerdings erfolglos. 1930 plante er das Haus Goldstein, außerdem wurde ihm der Entwurf eines großen Gemeindebaus im dritten Wiener Gemeindebezirk übertragen. Die Wohnhauslage wurde schließlich unter Denkmalschutz gestellt und trägt seit 2009 den Namen Alice-und-Heinrich-Scheuer-Hof, benannt nach zwei Opfern des NS-Regimes.
Wie viele seiner Kollegen war Weiser auch als Innenarchitekt und Möbeldesigner tätig. Neben seiner praktischen Tätigkeit verfasste er zahlreiche Artikel für Fachzeitschriften wie die Architekturzeitschrift Moderne Bauformen, für Die Kunst und die Deutsche Bauzeitung, für Innendekoration und Deutsche Kunst und Dekoration. Er fungierte auch als Herausgeber der Monatsschrift Österreichische Bau- und Werkkunst, die zu einem wichtigen Forum der zeitgenössischen Architektur wurde.
Weiser lebte zuletzt in Mödling, wo er auch mit knapp 46 Jahren verstarb. Er war verheiratet mit Natalie ("Natti") Weiser, einer Kunsthandwerkerin. Das Paar hatte zwei Söhne, den Kulturmanager Peter Weiser (1926–2012) und den Industriedirektor Clemens Weiser (1930–2020).

## Rang
Das Architektenlexikon Wien 1770–1945 schreibt: „Weiser gehörte zu den Protagonisten einer gemäßigt modernen Architektur, die sich in der Zwischenkriegszeit im Umfeld von Adolf Loos, Josef Hoffmann und Josef Frank in Wien etabliert hatte, wobei er sich nahezu ausschließlich auf den Wohnhausbau konzentrierte. Sein architektonisches Werk ist aufgrund seines frühen Todes und seiner umfassenden publizistischen Tätigkeit jedoch relativ klein.“
Weiser gilt als typischer Vertreter der „Wiener Wohnkultur“, die „sich durch Leichtigkeit und Eleganz auszeichnete.“ Nachhaltigen Einfluss erarbeitete er sich als Publizist und Mentor der österreichischen Zwischenkriegs-Architektur. Er wurde zu einem der Vordenker und Theoretiker für unprätentiöse und funktionelle Architektur. Er verhalf der österreichischen Kollegenschaft auch durch rege Publikationstätigkeit in deutschen Medien zu grenzüberschreitender Aufmerksamkeit.

## Werke
- 1916: Villa Sievers, Berlin
- 1916: Villa Heinemann, Berlin

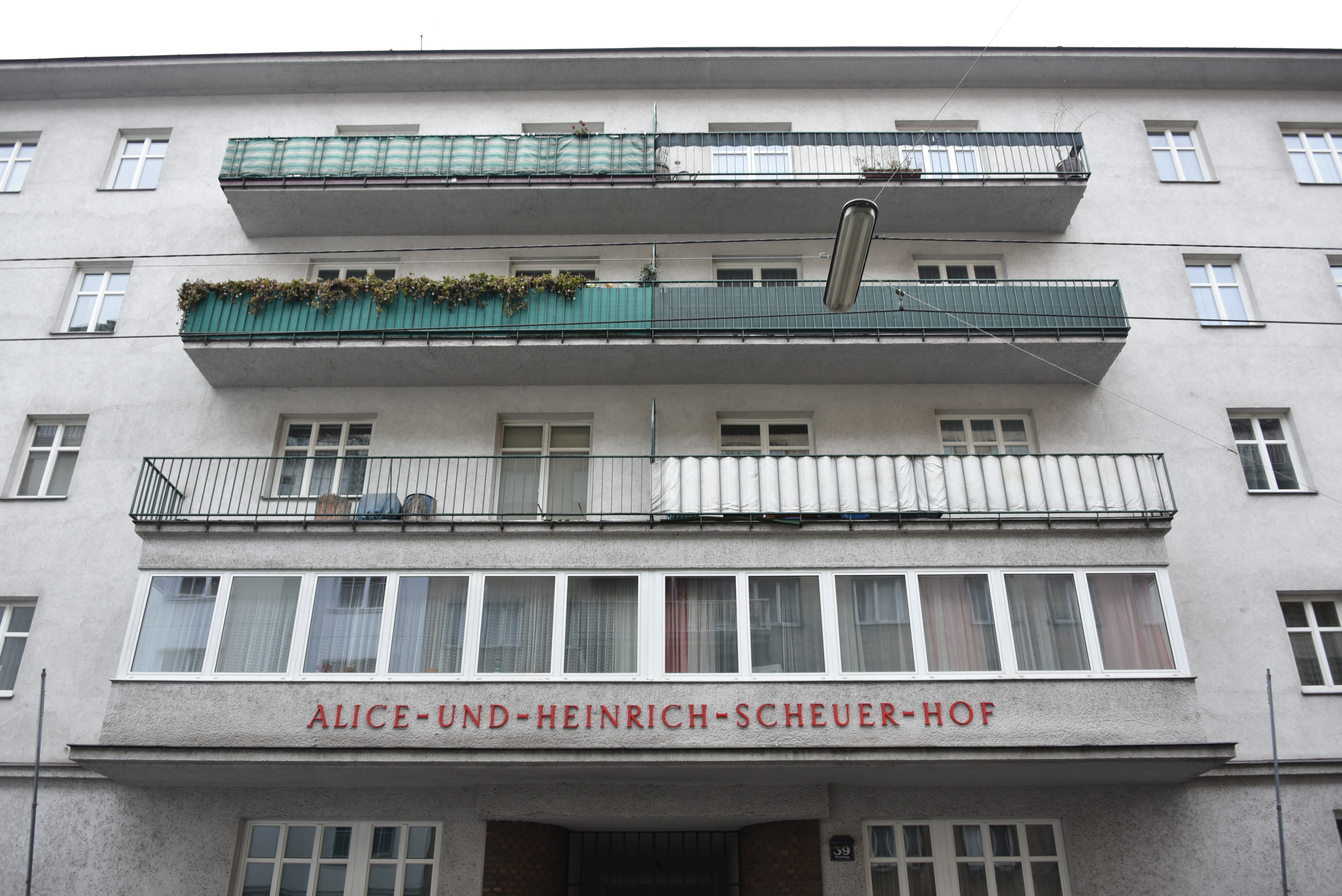
Wohnhausanlage der Gemeinde Wien, 3., Neulinggasse 39

- 1921: Miethaus, Wien 20., Treustraße 31
- 1926: Kürschnerladen Szilagyi, Wien 4., Rilkeplatz 2 (nicht erhalten)
- um 1927: Wohnhaus Fritz Weinberger, Znaim[1]
- 1928: Villa Weiser (Umbau und Einrichtung), Mödling (nicht erhalten)[2]
- 1929: Wohnhaus Hans Weinberger (Umbau und Einrichtung), Znaim[3]
- 1930: Haus E. L., Znaim, Na Valech 9
- 1930: Haus Dr. Elschnig, Znaim
- 1930: Haus Goldstein, Wien 19., Stürzergasse 1 (stark verändert)
- 1930–1931: Wohnhausanlage der Gemeinde Wien, 3., Neulinggasse 39 / Salesianergasse / Grimmelshausengasse
- 1930–1931: Haus Hilde G., Wien 19., Hohe Warte

Nicht realisierte Projekte
- 1913: Stadttheater Bonn (Wettbewerb, mit Oskar Kaufmann)
- 1916: Mathiaskirche Berlin-Wilmersdorf (Wettbewerb, mit Albert Weber)
- 1916: Bibliothek eines Bankiers, Frankfurt (Wettbewerb)
- 1917: Gartenanlage vor dem Palais Trautson, Wien 7., Wettbewerb, mit Clemens Holzmeister, ein Preis
- 1921: Kurhaus und Sanatorium Tobelbad, Steiermark (Wettbewerb, ein Ankauf)
- 1925: Bahnhof Genf-Cornavin (Wettbewerb, mit Karl Lehrmann)

## Besprechungen
- Max Eisler: Ein Wohnhaus von A. Weiser, Haus Fritz W. in Znaim. In: Moderne Bauformen. 28, 1929, S. 163 ff.
- Max Eisler: Armand Weiser, Wohnhaus auf der Hohen Warte. In: Moderne Bauformen. 32, 1933, S. 323 ff.
- Konstanty Gutschow: Der Umbau. Stuttgart 1932, S. 44 f. u. S. 50.
- Hans und Rudolf Hautmann: Die Gemeindebauten des Roten Wien 1919–1934, Wien 1980.
- Kommunaler Wohnbau in Wien, Aufbruch 1923–1934. Ausstrahlungen (Ausstellungskatalog), Wien 1978.
- Raymond McGrath: Twentieth Century Houses. London 1934, S. 39, 41 und 130.
- Iris Meder: Offene Welten. Die Wiener Schule im Einfamilienhausbau 1910–1938, Diss. Stuttgart 2003.
- Helmut Weihsmann: Das Rote Wien. Wien 2002.